# EDC3
El potenciador de la proteína 3 que desencadena el ARNm es una proteína que en humanos está codificada por el gen EDC3 .
EDC3 está asociado con un complejo de desencadenamiento de ARNm necesario para la eliminación de la capa de 5 primos del ARNm antes de su degradación del extremo de 5 primos. Se une al ARN monocatenario, estando involucrado en el proceso de degradación del ARNm y en la regulación positiva del desencadenamiento del ARNm. Puede desempeñar un papel en la espermiogénesis y la ovogénesis.